# Flashpoint (álbum de Tangerine Dream)
Flashpoint es la séptima banda sonora compuesta por el grupo alemán de música electrónica Tangerine Dream. Publicada en 1984 por el sello EMI America se trata de la música compuesta para la película homónima dirigida por William Tannen y protagonizada por Kris Kristofferson, Treat Williams, Rip Torn y Tess Harper.
Steven McDonald, en su crítica para AllMusic, lo cataloga como "otra banda sonora de Tangerine Dream, aunque un poco más interesante en esta ocasión, con una dinámica un poco más inusual y algunos ejemplos de algo más que los tonos de sintetizador empujados por arpegios. Buena música para conducir."

## Producción
Tras ser contratados para la creación de la banda sonora el realizador William Tannen pidió al grupo, integrado entonces por Christopher Franke, Edgar Froese y Johannes Schmoelling, que no compusieran la canción de los títulos de crédito finales ya que tenía planeado utilizar «Symphathy For The Devil» de The Rolling Stones. Por ello Tangerine Dream creó las pistas para el resto del metraje de esta película de acción que narra la historia de una patrulla de vigilantes de la frontera en Texas que descubren un vehículo enterrado con un cadáver, un fusil y 800.000 dólares en efectivo. 
Durante el proceso de postproducción se desveló que los derechos para la utilización de la canción de The Rolling Stones resultaban demasiado elevados para el presupuesto asignado. La tarea de componer la canción final se encomendó a Scott Richardson asistente de uno de los vicepresidentes de la productora. Este compuso una canción, «Flashpoint», interpretada por The Gems que fue calificada como "la peor canción de los títulos de crédito de 1984" por el crítico Leonard Matlin.
La primera edición publicada en disco compacto presentaba en numerosas copias un defecto en el tintado del etiquetado que disolvía la información registrada en el disco con lo que no se podía reproducir. Sin embargo algunos rumores afirmaban que durante el proceso de fabricación, erróneamente, se imprimió la etiqueta en el mismo lado en que se grabó la información. No sería hasta 1995, cuando se publicó una nueva edición en disco compacto, que estuvo disponible una versión funcional disponible en ese formato.

## Lista de canciones
| N.º   | Título                                   | Escritor(es)                                         | Duración |  |
| 1.    | «Going West»                             | Christopher Franke Edgar Froese Johannes Schmoelling | 4:10     |  |
| 2.    | «Afternoon In The Desert»                | Christopher Franke Edgar Froese Johannes Schmoelling | 3:35     |  |
| 3.    | «Plane Ride»                             | Christopher Franke Edgar Froese Johannes Schmoelling | 3:30     |  |
| 4.    | «Mystery Tracks»                         | Christopher Franke Edgar Froese Johannes Schmoelling | 3:15     |  |
| 5.    | «Lost In The Dunes»                      | Christopher Franke Edgar Froese Johannes Schmoelling | 2:40     |  |
| 6.    | «Highway Patrol»                         | Christopher Franke Edgar Froese Johannes Schmoelling | 4:10     |  |
| 7.    | «Love Phantasy»                          | Christopher Franke Edgar Froese Johannes Schmoelling | 3:40     |  |
| 8.    | «Mad Cap Story»                          | Christopher Franke Edgar Froese Johannes Schmoelling | 4:00     |  |
| 9.    | «Dirty Cross Roads»                      | Christopher Franke Edgar Froese Johannes Schmoelling | 4:20     |  |
| 10.   | «Flashpoint» (Interpretado por The Gems) | Scott Richardson                                     | 3:47     |  |
| 37:07 |                                          |                                                      |          |  |

## Personal
- Christopher Franke - interpretación, ingeniería de grabación y producción
- Edgar Froese - interpretación, ingeniería de grabación y producción
- Johannes Schmoelling - interpretación, ingeniería de grabación y producción
- Rom McMaster - masterización
- The Gems - interpretación de «Flashpoint»
- Evan Archerd - producción de «Flashpoint»